# Chironieae
Chironieae es una tribu de plantas con flores perteneciente a la familia de las gentianáceas. Contiene  160 especies en 23 géneros .

## Descripción
Son plantas herbáceas anuales,  bienales o perennes de corta vida)       o, a veces, sufrútices.

## Distribución
Están extensamente distribuidos en las regiones tropicales , subtropicales y zonas templadas de todo el mundo .

## Hábitat
Las especies de esta tribu se producen en una gran variedad de hábitats, desde  las costas a los prados, bordes de los caminos , bosques, sabanas, montañas y desiertos .

## Géneros
| - Bisgoeppertia - Blackstonia - Canscora - Centaurium - Chironia - Cicendia - Coutoubea - Deianira | - Eustoma - Exaculum - Geniostemon - Gyrandra - Hoppea - Ixanthus - Microrphium | - Orphium - Sabatia - Schenkia - Schinziella - Schultesia - Symphyllophyton - Xestaea - Zeltnera |